# Hahoe
Hahoe (in coreano: 안동 하회마을) è un villaggio storico tradizionale della dinastia Joseon, situato ad Andong, nella provincia del Gyeongsang settentrionale, in Corea del Sud. La 'Ha' è l'abbreviazione di fiume e 'hoe' significa 'girarsi, tornare, tornare indietro.
Il villaggio è una parte preziosa della cultura coreana perché conserva l'architettura in stile Joseon, le tradizioni popolari, i libri preziosi e un'antica tradizione di villaggi basati sui clan. Dal 2010 fa parte del patrimonio dell'umanità dell'Unesco con lo Yangdong Folk Village e attira circa 1 milione di visitatori all'anno.

## Panoramica
Fondato nel 14°-15° secolo, Hahoe è, insieme a Yangdong, uno dei villaggi storici più apprezzati della Corea del Sud. L'insediamento comprende le residenze delle famiglie, padiglioni, accademie confuciane e padiglioni di studio che riflettono la cultura aristocratica confuciana della prima era Joseon. All'interno del villaggio, sei case su 124 sono state designate come Tesori Nazionali.
A nord del villaggio si trova la scogliera di Buyongdae, mentre il monte Namsan si trova a sud. Il villaggio è organizzato attorno alle linee guida geomantiche del pungsu (feng shui coreano) e quindi il villaggio ha la forma di un fiore di loto o due forme di virgole ad incastro.

## Storia
Il clan Ryu (o Yu in alcune trascrizioni) di Pungsan fondò il Villaggio Popolare Hahoe nel XV secolo durante la dinastia Joseon e da allora è stato una comunità di un solo clan. Il villaggio è notevole perché ha conservato molte delle sue strutture originali, come la scuola confuciana del villaggio e altri edifici, e mantiene arti popolari come il dramma della danza della maschera Hahoe ('Byeonlsin-gut') che è un rito sciamanico che onora gli spiriti comunitari del villaggio.